# Varetta Dillard
Varetta Dillard (* 3. Februar 1933 in Harlem, New York City; † 4. Oktober 1993 in Brooklyn, New York City) war eine US-amerikanische Rhythm-and-Blues-Sängerin.
Dillard gilt als eine der besten 'unbekannten' Rhythm-and-Blues-Shouter der frühen 1950er Jahre. Sie gewann zweimal die populären Amateur Competition's des Apollo Theaters. Sie arbeitete als Solokünstlerin und als Duo zusammen mit dem Sänger und Pianisten H-Bomb Ferguson.
1951 erhielt sie ihren ersten Plattenvertrag, ein Jahr später erschien Easy, Easy, Baby und kurz darauf Mercy, Mr. Percy. Dieser Song sollte zu ihrem Markenzeichen werden.
Mitte der 1950er Jahre steigerte sich ihr Bekanntheitsgrad durch Songs für verstorbene Künstler. Sie produzierte 1955 Johnny Has Gone in Erinnerung an den jung verstorbenen Johnny Ace, im Jahr darauf kam I Miss You Jimmy nach dem Unfalltod von James Dean in die Plattenläden. Nach mehrmaligem Wechsel der Plattenfirma, diversen Clubauftritten und zunehmender Erfolglosigkeit beendete sie 1961 ihre Solokarriere und trat im Gospelchor ihres Mannes, den Tri-Odds, auf.
In den 1960er Jahren begann sich Varetta Dillard mit den therapeutischen Möglichkeiten von Musik zu beschäftigen und arbeitete als Musiktherapeutin für sozial schwache Kinder und Jugendliche.